# 1900 год в кино

## События
- Reulos, Goudeau & Co. разрабатывают 21 мм любительский формат (Mirographe).
- Братья Люмьер представили на Всемирной выставке 75 мм формат плёнки (Lumiere Wide).
- Рауль Гримуэн Сансон (англ. Raoul Grimoin-Sanson) на Всемирной выставке представил «Синеораму». В центре круглого павильона, стены которого служили цилиндрическим экраном, располагалась площадка для зрителей и обеспечивала круговой обзор. Для съёмки и проекции использовались 10 киноплёнок, а десять киносъёмочных аппаратов крепились на общем основании.

## Фильмы
- «Бабушкина лупа» (англ. Grandma's Reading Glass), Великобритания (реж. Джордж Смит).
- «Взрыв автомобиля» (англ. Explosion of a Motor Car), Великобритания (реж. Сесиль Хепуорт).
- «Двое слепых» (фр. Les Deux Aveugles), Франция (реж. Жорж Мельес).
- «Дом, который построил Джек» (англ. The House That Jack Built), Великобритания (реж. Джордж Смит).
- «Дуэль Гамлета» (фр. Le duel d'Hamlet), Франция (в главной роли Сара Бернар).
- «Казнь китайского заключённого» (англ. Beheading Chinese Prisoner), США (реж. ?, Lubin Studios).
- «Как мужчины грабят в Чикаго» (англ. How They Rob Men in Chicago), США (реж. Уоллес Маккатчен).
- «Мадам Сан-Жен» (фр. Madame Sans-Gêne), Франция (реж. Клементе Морис (фр. Clément Maurice)).
- «Нападение на миссию в Китае» (англ. Attack on a China Mission), Великобритания (реж. Джеймс Уильямсон).
- «Обман нищего» (англ. The Beggar's Deceit), Великобритания (реж. Сесиль Хепуорт).
- «Озадаченный Шерлок Холмс» (англ. Sherlock Holmes Baffled), США (реж. Артур Марвин (англ. Arthur Marvin)).
- «Очарованный рисунок» (англ. The Enchanted Drawing), США (реж. Джеймс Стюарт Блэктон).
- «Позволь мне снова помечтать» (англ. Let Me Dream Again), Великобритания (реж. Джордж Смит).
- «Самый невозможный способ лечь спать» (фр. Le Déshabillage impossible), Франция (реж. Жорж Мельес).
- «Современный спиритуализм» (фр. Spiritisme abracadabrant), Франция (реж. Жорж Мельес).
- «Фауст и Маргарита» (англ. Faust and Marguerite), США (реж. Эдвин Портер).
- «Человек-оркестр» (фр. L'Homme orchestre), Франция (реж. Жорж Мельес).
- «Что видно в телескоп» (англ. As Seen Through a Telescope), Великобритания (реж. Джордж Смит).

## Родились
- 2 января — Уильям Хейнс, американский актёр (умер в 1973 году).
- 30 января — Мартита Хант, британская актриса (умерла в 1969 году).
- 16 февраля
  - Винсент Коулмэн (англ. Vincent Coleman), американский актёр (умер в 1971 году).
  - Альберт Хэкетт (англ. Albert Hackett), американский драматург и сценарист (умер в 1995 году).
- 22 февраля — Луис Бунюэль, испанский режиссёр (умер в 1983 году).
- 25 февраля — Костаке Антониу, румынский актёр театра и кино (умер в 1979 году).
- 26 февраля — Жан Негулеско, американский режиссёр и сценарист румынского происхождения (умер в 1993 году).
- 3 марта — Эдна Бест, британская актриса (умерла в 1974 году).
- 4 марта — Герберт Биберман, американский сценарист, режиссёр и продюсер (умер в 1971 году).
- 5 апреля — Спенсер Трейси, американский актёр (умер в 1967 году).
- 15 мая — Николай Охлопков, советский актёр театра и кино, режиссёр (умер в 1967 году).
- 24 мая — Эдуардо Де Филиппо, итальянский комедиограф, актёр и режиссёр (умер в 1984 году).
- 10 июля — Эвелин Лэй, британская актриса театра и кино (умерла в 1996 году).
- 27 июля — Чарльз Видор, американский режиссёр венгерского происхождения (умер в 1959 году).
- 5 августа — Леонард Бучковский, польский кинорежиссёр и сценарист (умер в 1967 году).
- 8 августа — Роберт Сиодмак, немецкий и американский режиссёр (умер в 1973 году).
- 19 августа — Коллин Мур, американская актриса (умерла в 1988 году).
- 13 сентября — Глэдис Джордж, американская актриса (умерла в 1954 году).
- 7 октября — Вацлав Кршка, чешский режиссёр и сценарист (умер в 1969 году).
- 9 октября — Аластер Сим, британский актёр театра и кино (умер в 1976 году).
- 10 октября — Хелен Хейс, американская актриса (умерла в 1993 году).
- 15 октября
  - Фриц Фельд (англ. Fritz Feld), немецкий и американский актёр (умер в 1993 году).
  - Мервин Лерой, американский режиссёр, продюсер, актёр (умер в 1987 году)
- 17 октября — Джин Артур, американская актриса (умерла в 1991 году).
- 30 октября — Ся Янь, китайский драматург, сценарист и общественный деятель (умер в 1995 году).
- 3 ноября — Михаил Астангов, советский актёр театра и кино (умер в 1965 году).
- 5 ноября — Натали Шафер, американская актриса театра, кино и телевидения (умерла в 1991 году).
- 6 декабря — Агнес Мурхед, американская актриса (умерла в 1974 году).
- 17 декабря — Катина Паксино, греческая и американская актриса (умерла в 1973 году).